# Bandiera dell'Impero ottomano

La bandiera a mezzaluna e stella dell'Impero ottomano, un disegno dell'inizio del XIX secolo adottato ufficialmente nel 1844.

L'Impero ottomano nel corso della sua storia ha utilizzato una varietà di bandiere, soprattutto come insegne navali. La mezzaluna e stella entrarono in uso nella seconda metà del XVIII secolo. Un buyruldu (decreto) del 1793 richiedeva che le navi della marina ottomana usassero una bandiera rossa con la mezzaluna e la stella in bianco. Nel 1844, una versione di questa bandiera, con una stella a cinque punte, fu ufficialmente adottata come bandiera nazionale ottomana. La decisione di adottare una bandiera nazionale faceva parte delle riforme del Tanzimat che miravano a modernizzare lo stato ottomano in linea con le leggi e le norme degli stati e delle istituzioni europee contemporanee.
Il disegno della mezzaluna e stella divenne in seguito un elemento comune nelle bandiere nazionali degli stati successori ottomani nel XX secolo. L'attuale bandiera della Turchia è essenzialmente la stessa della tarda bandiera ottomana, ma ha delle standardizzazioni legali più specifiche (per quanto riguarda le misure, le proporzioni geometriche e l'esatto tono di rosso) che sono state introdotte con la legge sulla bandiera turca il 29 maggio 1936. Prima della standardizzazione legale, la mezzaluna e la stella potevano avere una sottigliezza o un posizionamento leggermente variabili a seconda della resa.

## Prime bandiere
Gli eserciti ottomani premoderni usavano lo stendardo a coda di cavallo o il tugh rispetto alle bandiere. Tali stendardi rimasero in uso insieme alle bandiere fino al XIX secolo. Una rappresentazione di un tugh appare nella Relation d'un voyage du Levant di Joseph Pitton de Tournefort (1718). Le bandiere di guerra entrarono in uso nel XVI secolo. Durante il XVI e il XVII secolo, le bandiere di guerra ottomane raffiguravano spesso la spada Zulfiqar biforcuta, spesso erroneamente interpretata nella letteratura occidentale come raffigurante un paio di forbici. Il Museo Topkapi espone una bandiera zulfiqar che si dice sia stata usata dal sultano Selim I (r . 1512-1520). Due bandiere zulfiqar sono raffigurate anche in una tavola dedicata alle bandiere turche nel vol. 7 delle Cérémonies et coutumes religieuses de tous les peuples du monde di Bernard Picart (1737), attribuite ai giannizzeri e alla cavalleria ottomana.

Il simbolo della mezzaluna compare nelle bandiere attribuite a Tunisi fin dal XIV secolo (Libro del conocimiento), molto prima che Tunisi cadesse sotto il dominio ottomano nel 1574. Tuttavia la mezzaluna come simbolo aveva anche legami del XIV secolo con l'esercito ottomano e legami millenarie con la città di Istanbul, che divenne la capitale ottomana dopo la sua conquista nel 1453. Il Museo della Marina spagnola a Madrid mostra due bandiere navali ottomane datate 1613: entrambe sono a coda di rondine, una verde con una mezzaluna bianca vicino l'asta, l'altra bianca con due strisce rosse vicino ai bordi della bandiera e una mezzaluna rossa vicino l'asta.

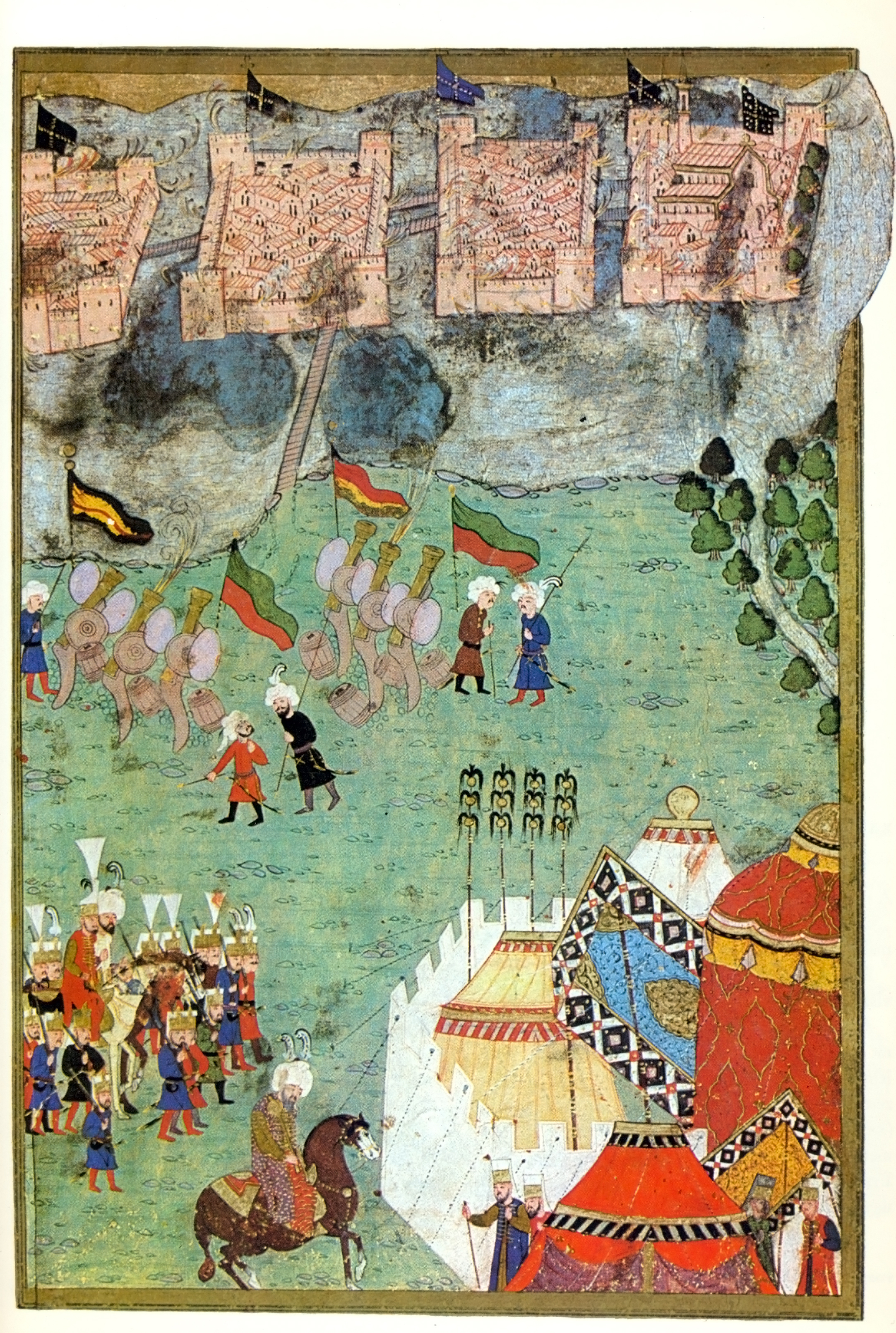
Varie bandiere e tugh ottomani esposti prima dell'assedio di Szigetvár nel 1566
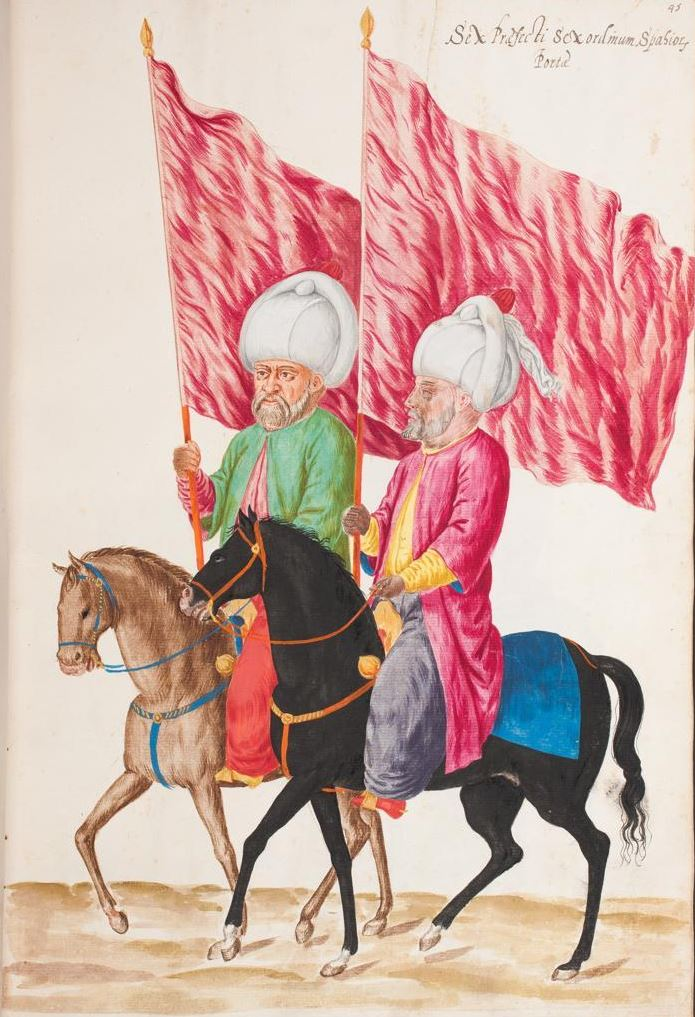
Striscioni rossi semplici per il seguito del Sultano. Dal libro dei costumi turchi di Lambert de Vos, 1574
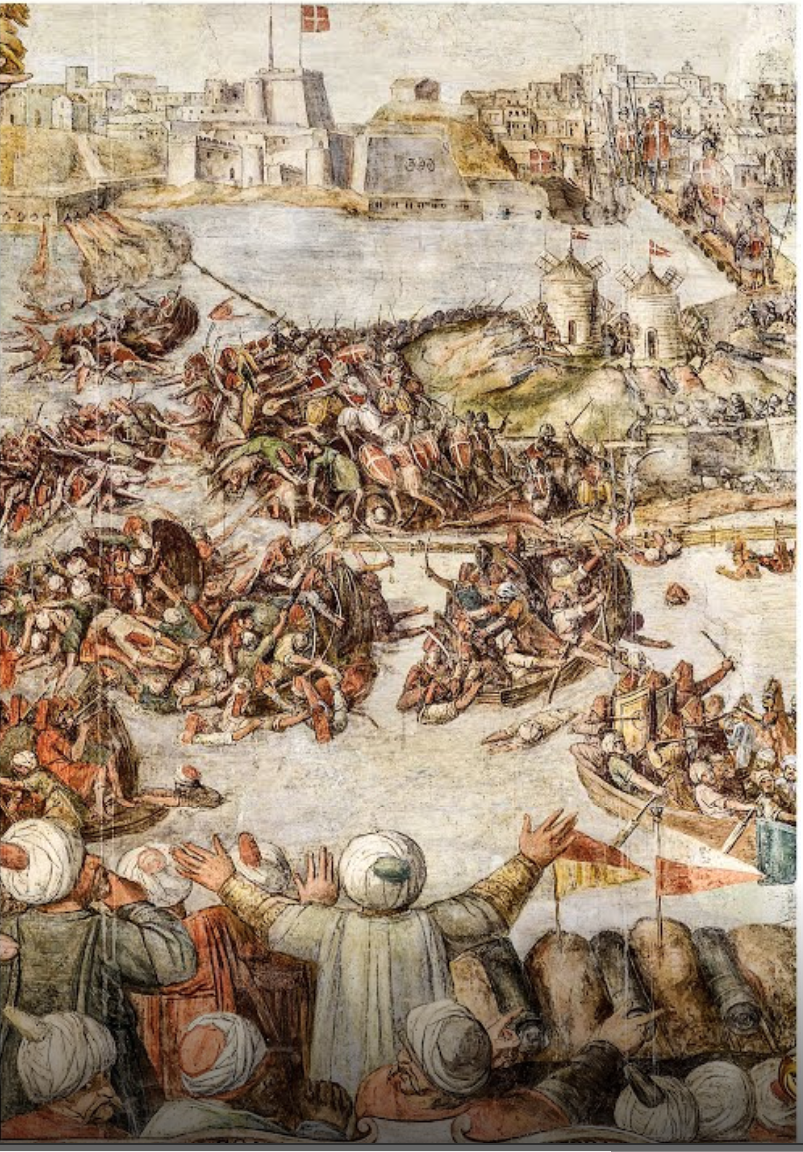
Bandiere ottomane in un affresco del 1581 di Matteo Pérez raffigurante il Grande Assedio di Malta
Bandiera di Zulfiqar catturata durante la battaglia di Guruslău nel 1601
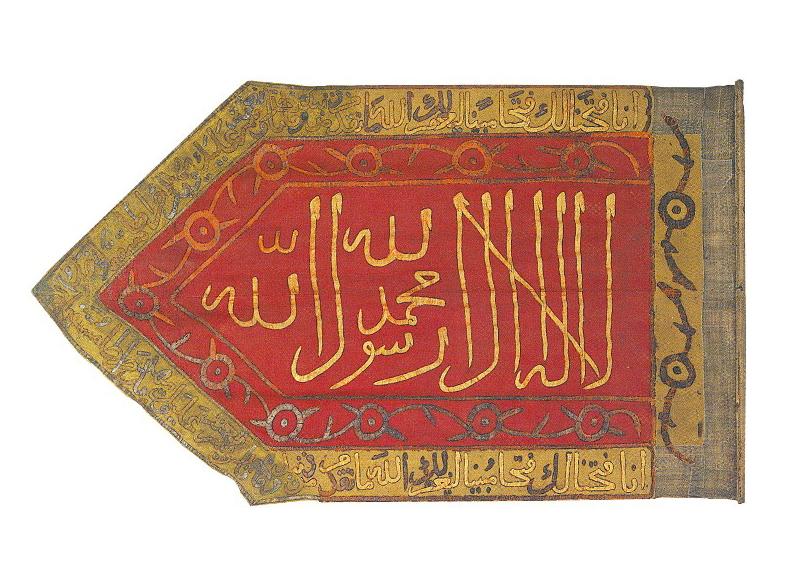
Bandiera militare ottomana catturata durante l'assedio di Vienna (1683) (su di essa c'è la shahada)
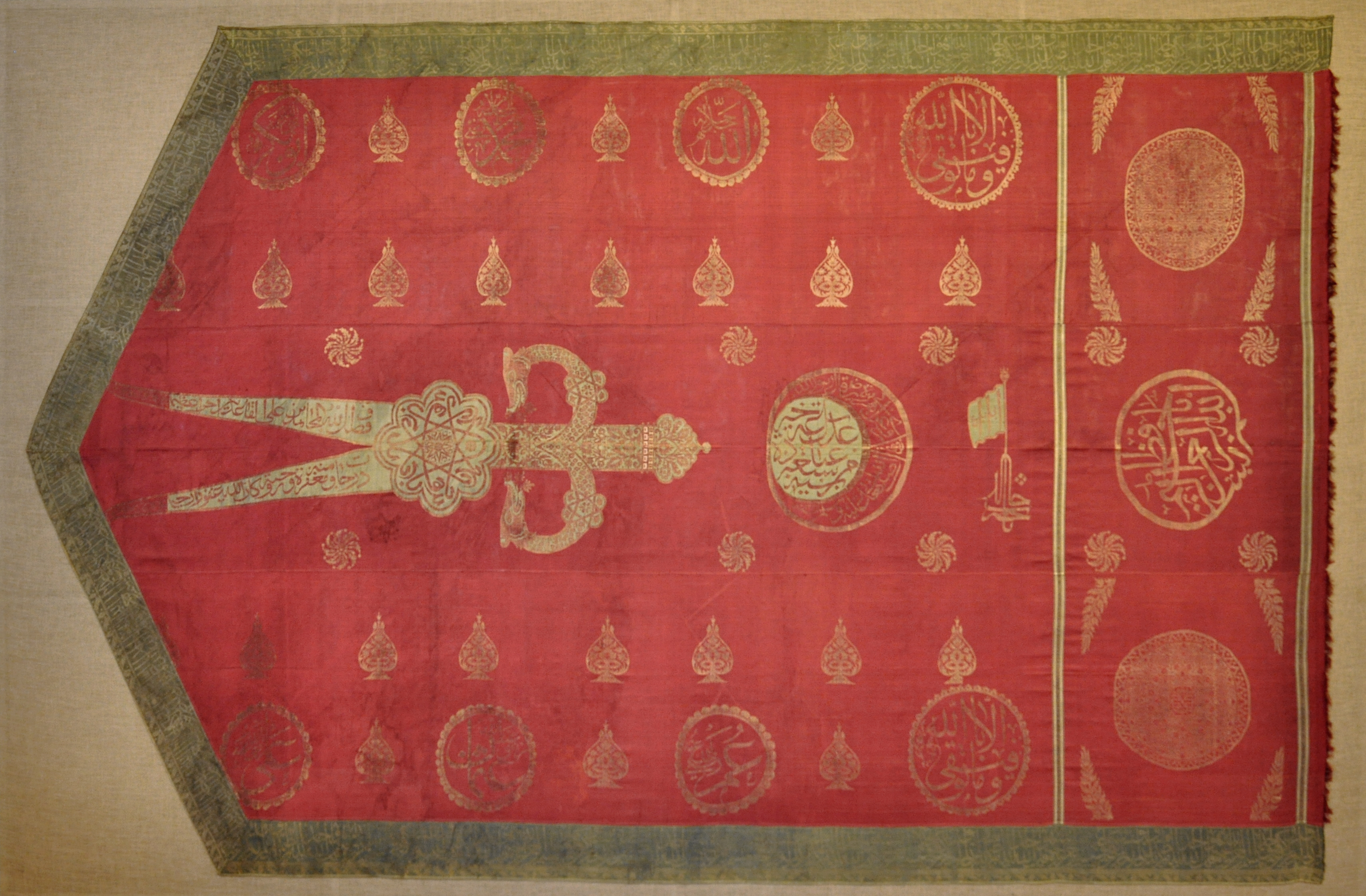
Un esempio di bandiera Zulfiqar dell'inizio del XIX secolo
Stendardo tricolore del 94 Cemaat Orta dei giannizzeri, come riportato da Mahmud Shevket Pasha
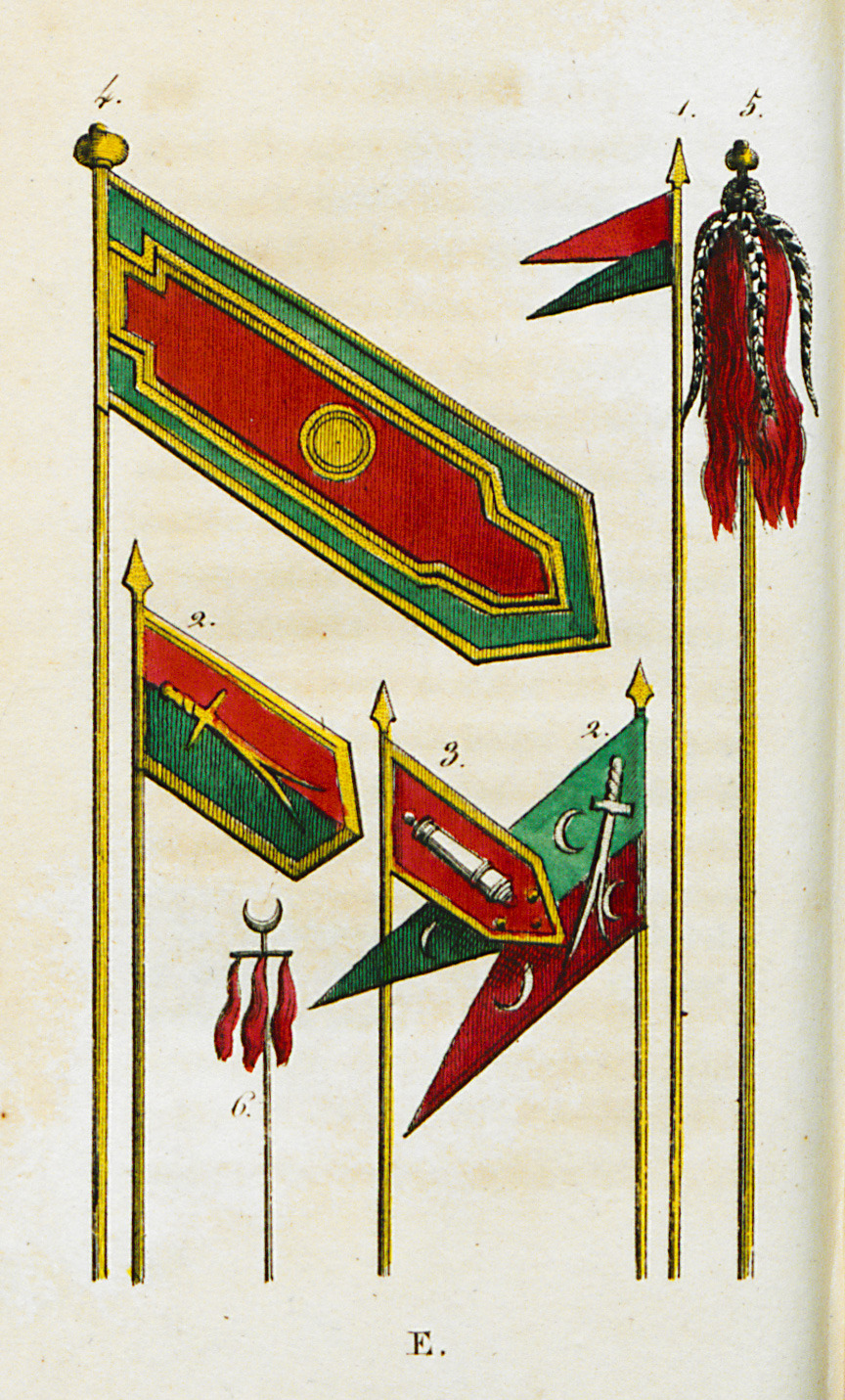
Bandiere dell'esercito ottomano, 1812
Stemma della Moldavia, c. 1812. Come sostenitori, le bandiere che il sultano Mahmud II (r. 1808-1839) potrebbe aver concesso a Scarlat Callimachi (r. 1806-1819).
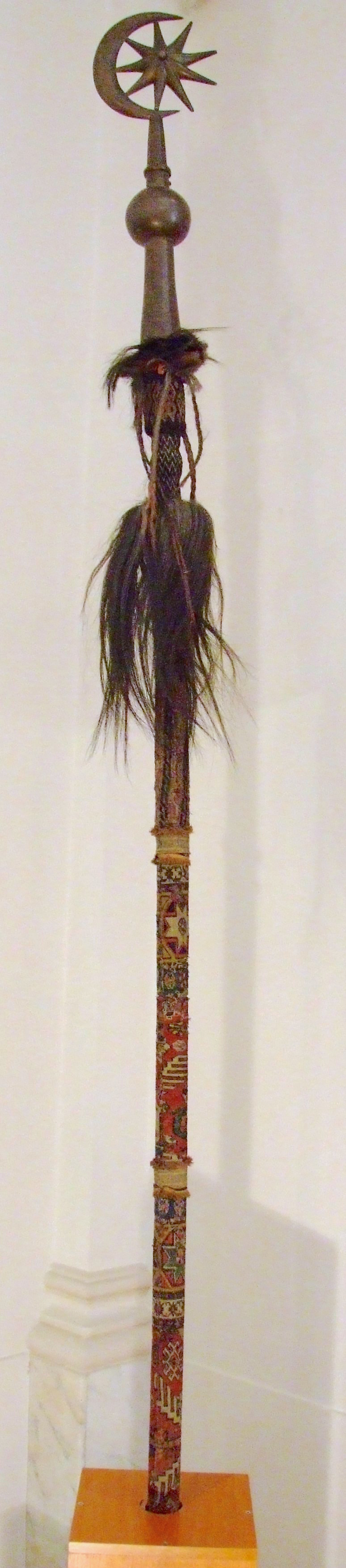
Tugh ottomano catturato nel 1877 nella guerra d'indipendenza rumena

## Bandiera a mezzaluna e stella
Dopo la conquista di Costantinopoli nel 1453, la luna crescente e il simbolo della stella iniziarono ad essere usati sulle bandiere dei popoli turchi. Le bandiere ottomane erano originariamente comunemente verdi, ma la bandiera fu definita rossa per decreto nel 1793 e fu aggiunta una stella a otto punte. La versione rossa della bandiera divenne onnipresente durante il regno di Selim III. La stella a cinque punte non apparve fino al 1840.
Con le riforme del Tanzimat nel XIX secolo, le bandiere furono ridisegnate nello stile degli eserciti europei dell'epoca. La bandiera della marina ottomana fu resa rossa, poiché rossa doveva essere la bandiera delle istituzioni laiche e verde di quelle religiose. Poiché le riforme abolirono tutte le varie bandiere (stendardi) dei pashalik, beylik e degli emirati ottomani, venne progettata una nuova bandiera nazionale per sostituirli. Il risultato fu la bandiera rossa con la mezzaluna bianca e la stella, che è l'antesignana della moderna bandiera della Turchia. Una semplice bandiera rossa fu introdotta come vessillo civile per tutti i sudditi ottomani.

Dopo la fondazione della Repubblica di Turchia nel 1923, il nuovo stato turco mantenne l'ultima bandiera dell'Impero ottomano. Le standardizzazioni proporzionali furono introdotte nella legge sulla bandiera (in turco Türk Bayrağı Kanunu) del 29 maggio 1936.

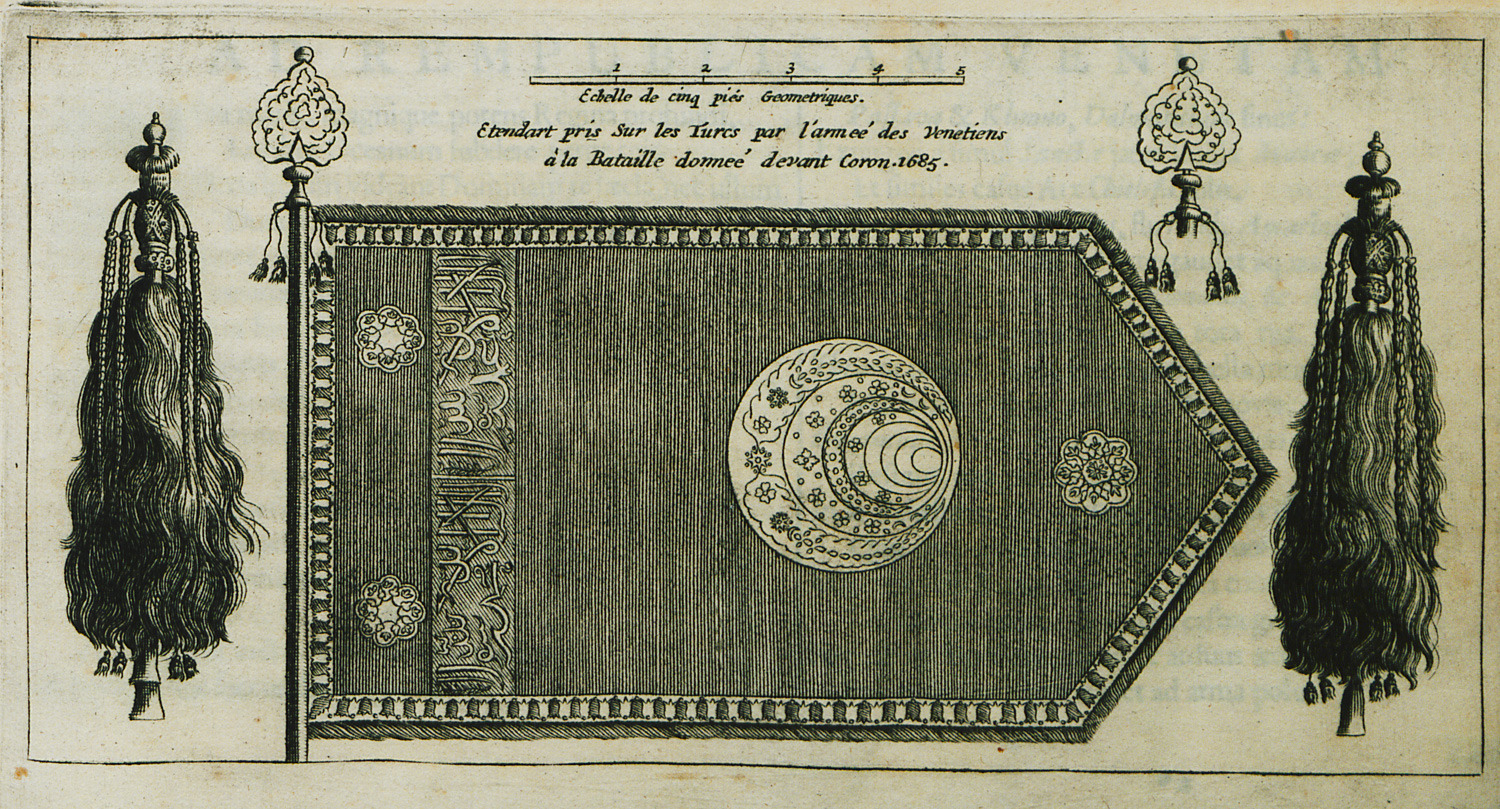
Bandiera a mezzaluna e stendardi catturati durante l'assedio di Coron nel 1685
Stendardo dell'esercito con mezzaluna, come raffigurato in un'illustrazione del 1721 a 'Ata'i's Hamse
"Bandiera blu dei turchi", vista nelle mappe delle bandiere intorno al 1780
Bandiera "viola turca", utilizzata anche nelle carte nautiche del 1780
"Stendardo dei turchi", all'nell'esposizione universale delle bandiere navali di tutte le nazioni di Bowles, 1783
Bandiera a mezzaluna riportata durante la guerra con l'Austria nel 1788. Questo è il rovescio; le corna della mezzaluna sono quindi rivolte verso l'asta (l'inverso della successiva bandiera nazionale)
Bandiera a stella a otto punte, usata dal 1793 al 1844
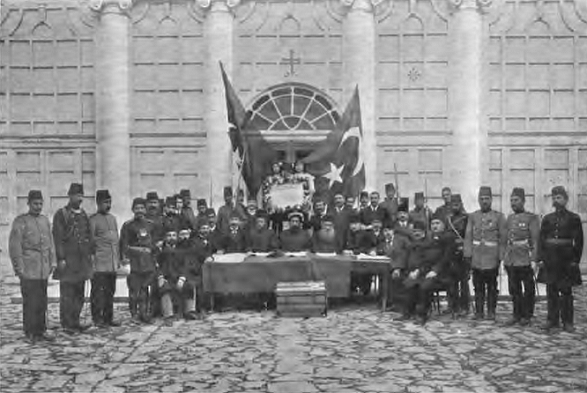
Dichiarazione della Rivoluzione dei Giovani Turchi nel 1908 dai capi dei millet ottomani, con un paio di bandiere ottomane
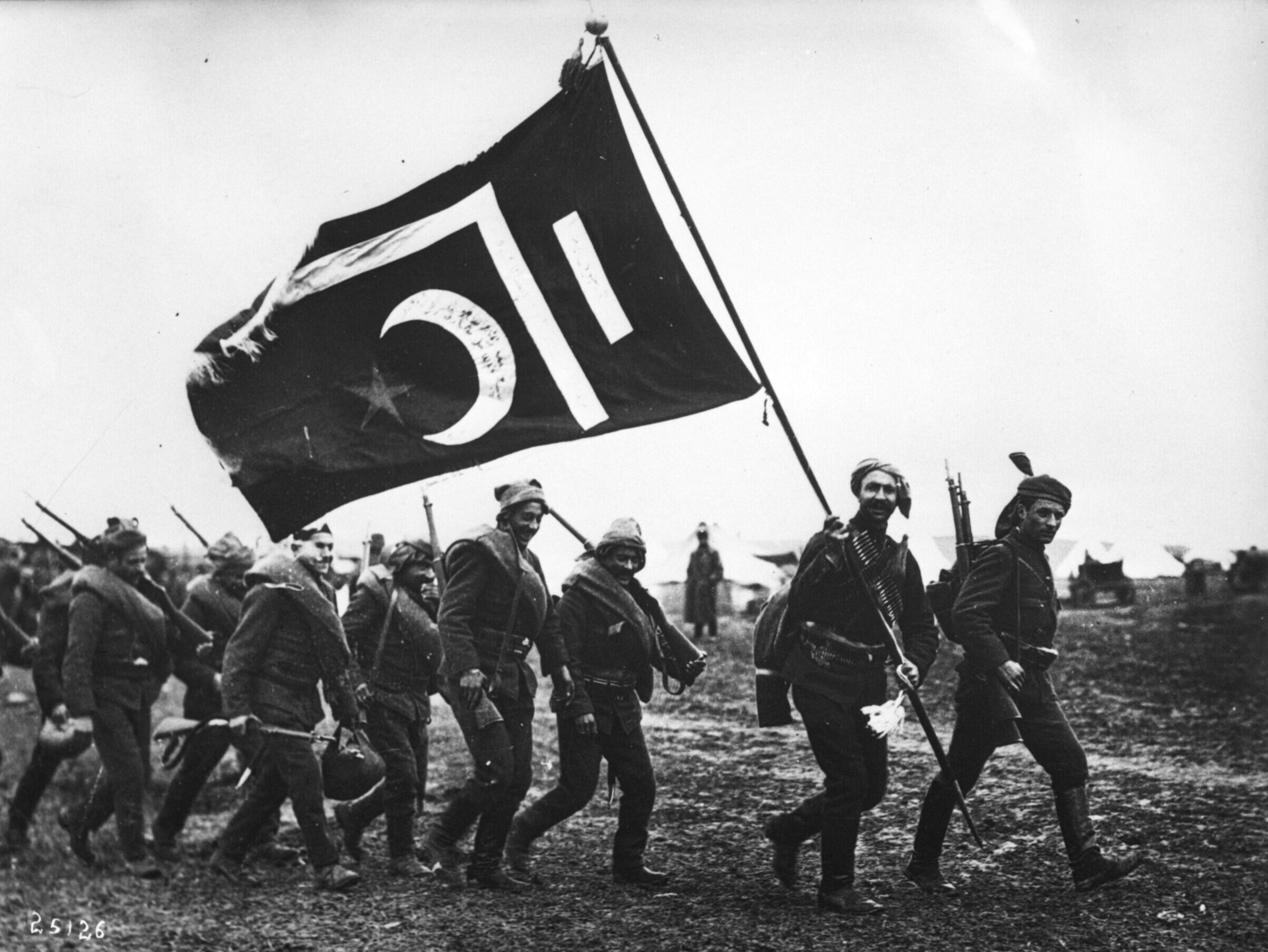
Truppe ottomane con una variante militare della bandiera durante le guerre balcaniche
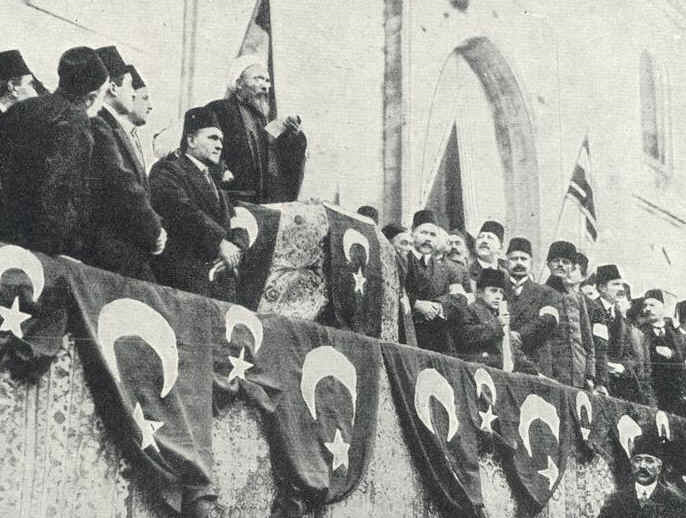
Il Sheikh-ul-Islam che dichiara una guerra santa contro le potenze dell'Intesa nel 1914,[11] con le bandiere della Turchia ottomana poste davanti al podio.
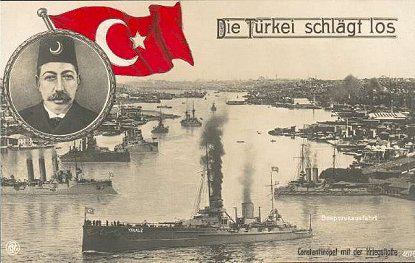
La marina ottomana su una cartolina della prima guerra mondiale, con l'immagine del sultano Mehmed V.

### Fonti del simbolo della mezzaluna e stella
È stato suggerito da alcuni studiosi, che la mezzaluna e la stella utilizzate nelle bandiere ottomane del XIX secolo fossero state adottate dai bizantini. Franz Babinger (1992) propone questa possibilità, osservando che la mezzaluna, da sola, ha una tradizione molto più antica anche con le tribù turche dell'interno dell'Asia. La mezzaluna e la stella si trovano sulle monete di Bisanzio fin dal IV secolo a.C. ed erano raffigurate sulle monete dell'Impero bizantino e sugli scudi dei santi guerrieri cristiani fino al XIII secolo. Parsons (2007) osserva che la mezzaluna e la stella non erano un motivo diffuso sulla monetazione di Bisanzio al momento della conquista ottomana. Gli storici turchi tendono a sottolineare l'antichità del simbolo della mezzaluna (non della mezzaluna e della stella) tra i primi stati turchi in Asia.

## Stendardi imperiali

Adottata nel 1882, la stemma ottomano caratterizzato da una bandiera verde a sinistra (che rappresenta l'Eyalet di Rumelia) e la bandiera rossa a destra (che rappresenta l'Eyalet di Anatolia e gli altri asiatici eyalet).

Lo stendardo imperiale mostrava la tughra del sultano, spesso su uno sfondo rosa o rosso vivo.

Stendardo Imperiale del Sultano ottomano[18]
Stendardo navale del sultano ottomano
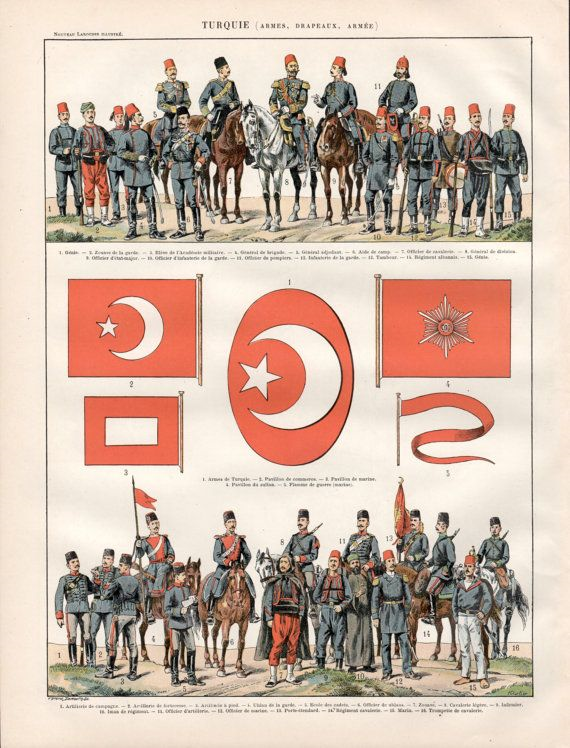
Stendardi usati dall'esercito ottomano nel 1900

Lo stendardo utilizzato dall'ultimo califfo, Abdülmecid II (dal 19 novembre 1922 al 3 marzo 1924) consisteva in una bandiera verde con una mezzaluna e stella in bianco su uno sfondo ovale rosso all'interno di un ornamento a raggi, tutto in bianco.

Stendardo del Califfato di Abdülmecid II[19]